# Masquerade (Duitse band)
Masquerade was in 1984 een studioband die in datzelfde jaar een hit had met het nummer Guardian Angel. Masquerade bestond uit een duo van twee gemaskerde zangers die het nummer regelmatig op de televisie brachten, hoewel de stem achter het nummer Guardian Angel van de Duitse zanger en producer Drafi Deutscher was.
Later in hetzelfde jaar bracht de Duitse zanger Nino de Angelo een Duitstalige versie, Jenseits von Eden, van het nummer uit. Deze versie werd geschreven door Joachim Horn-Bernges. Op de vraag wie het gemaskerde duo vormden, zei Drafi Deutscher ooit: Geen idee, ik ken deze twee figuren niet. Zij werden door de platenmaatschappij uitgezocht. Op de televisie hoefden ze alleen maar playbackend hun mond op en neer te bewegen. Naar verluidt moeten het twee Hamburgse dansers zijn.
In Duitsland behaalde het Duitse Jenseits von Eden van De Angelo een nummer 1-positie, het Engelse Guardian Angel van Masquerade volgde meteen op de tweede positie. In de Nederlandse Nationale Hitparade daarentegen was het Engelse nummer populairder, aangezien dit op nummer 5 stond en het Duitse nummer op nummer 17.